# Рибнишка джамия
Рибнишката джамия (на македонска литературна норма: Рибничка џамија) е мюсюлмански храм в реканското село Рибница, Северна Македония.
Според плочата на албански език на входа на храма, поставена в 2014 година, той е изграден в 1888 година от мюсюлманския духовник Вилдан Фаик Дибра. Над входната врата на минарето има плоча с датата 8 март 2015 година.